# Il magnifico King

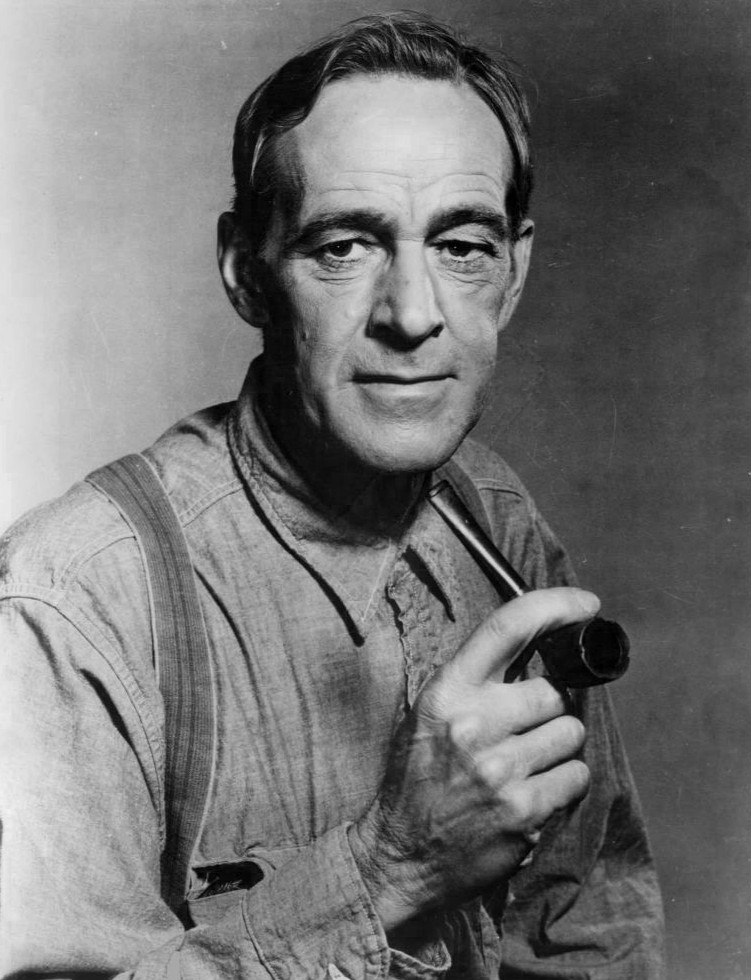
Arthur Space nel ruolo di Herbert Brown.

Il magnifico King (National Velvet) è una serie televisiva statunitense in 54 episodi trasmessi per la prima volta nel corso di 2 stagioni dal 1960 al 1962.
È una serie d'avventura basata sul romanzo e sul film omonimi, incentrata sulle vicende di Velvet Brown, una ragazza che vive in una fattoria con i suoi genitori, Martha e Herbert, con suo fratello Donald e la sorella Edwina, e con l'aiutante Mi Taylor. Velvet possiede uno stallone purosangue di nome King e spera che un giorno possa partecipare al Grand National Steeplechase.

## Personaggi e interpreti
- Velvet Brown (54 episodi, 1960-1962), interpretata da Lori Martin.
- Martha Brown (54 episodi, 1960-1962), interpretato da Ann Doran.
- Mi Taylor (54 episodi, 1960-1962), interpretato da James McCallion.
- Herbert Brown (54 episodi, 1960-1962), interpretato da Arthur Space.
- Edwina Brown (54 episodi, 1960-1962), interpretata da Carole Wells.
- Donald Brown (54 episodi, 1960-1962), interpretato da Joey Scott.
- Homer Ede (11 episodi, 1960-1962), interpretato da Tim Graham.
- Mrs. Hadley (4 episodi, 1961-1962), interpretata da Joan Banks.
- Doc Loomis (3 episodi, 1961-1962), interpretato da John Hart.
- Alvie (3 episodi, 1961-1962), interpretato da Richard Correll.
- Marilyn Winters (3 episodi, 1960-1961), interpretata da Beverly Lunsford.
- Dottore (3 episodi, 1960-1961), interpretato da Tom McBride.

## Produzione
La serie fu prodotta da MGM Television e girata nei Metro-Goldwyn-Mayer Studios a Culver City in California. Le musiche furono composte da Alexander Courage e Frank E. Anderson.

### Registi
Tra i registi sono accreditati:
- Frank McDonald in 30 episodi (1961-1962)
- Victor Stoloff in 2 episodi (1960-1961)
- Rudolph E. Abel
- Abner Biberman

### Sceneggiatori
Tra gli sceneggiatori sono accreditati:
- Anne Howard Bailey in 14 episodi (1960-1962)
- Claire Kennedy in 11 episodi (1960-1961)
- Margaret Armen in 3 episodi (1960-1962)
- Peggy Phillips in 3 episodi (1961-1962)

## Distribuzione
La serie fu trasmessa negli Stati Uniti dal 18 settembre 1960 al 17 settembre 1962 sulla rete televisiva NBC. In Italia è stata trasmessa con il titolo Il magnifico King.
Alcune delle uscite internazionali sono state:
- negli Stati Uniti il 18 settembre 1960 (National Velvet)
- in Francia il 24 giugno 1963 (Le grand prix)
- in Germania Ovest (Vilma und King)
- in Italia (Il magnifico King)

## Episodi
| Stagione         | Episodi | Prima TV USA |
| ---------------- | ------- | ------------ |
| Prima stagione   | 32      | 1960-1961    |
| Seconda stagione | 26      | 1961-1962    |